# Sarita Choudhury
 (décembre 2022).
Si vous disposez d'ouvrages ou d'articles de référence ou si vous connaissez des sites web de qualité traitant du thème abordé ici, merci de compléter l'article en donnant les références utiles à sa vérifiabilité et en les liant à la section « Notes et références ».
Pour les articles homonymes, voir Choudhury.
Sarita Choudhury, née le 18 août 1966 à Blackheath, quartier de Londres, est une actrice britannique.

## Biographie
Elle est née à Blackheath, un district proche de Londres au Royaume-Uni. Sa mère est anglaise, Julia Patricia (née Spring) et son père est un scientifique indien du Bengale, Prabhas Chandra Choudhury.
Elle étudie à l'Université Queen's en Ontario au Canada. Elle a deux frères, Kumar Michael Choudhury et Chandra Paul Choudhury.

### Vie privée
Elle est mariée à un photographe de guerre et a une fille, Maria.

## Carrière
Elle commence sa carrière en 1991 aux côtés de Denzel Washington dans Mississippi Masala de Mira Nair. Lorsque le film sort en salle, elle travaille toujours comme serveuse dans l'East Village pour joindre les deux bouts.
Dans la foulée de ce premier long métrage, elle tient le rôle d'une chanteuse pakistanaise de country dans Wild West de David Attwood, puis celui d'une jeune chilienne violée dans La Maison aux esprits de Bille August, puis celui d'une mère lesbienne dans Fresh Kill de Shu Lea Cheang.
En 1995 et 1996 elle tourne à nouveau avec Mira Nair dans La Famille Perez et Kama Sutra, une histoire d'amour.
En 1998, elle retrouve Lisa Cholodenko pour Meurtre parfait aux côtés de Michael Douglas, Gwyneth Paltrow et Viggo Mortensen. Cette même année, elle fait ses débuts à la télévision dans Homicide. Elle joue par la suite dans plusieurs séries télévisées dont Homeland où elle tient le rôle de Mira, la femme de Saul Berenson, pendant cinq saisons. En 2016, elle joue notamment aux côtés de Tom Hanks dans Un hologramme pour le roi, une production multinationale dont l'action se déroule en Arabie Saoudite et dans laquelle elle joue le rôle d'un médecin.
En 2021, elle interprète Seema Patel dans la série télévisée And Just Like That... suite de Sex and the City de Darren Star.

## Filmographie

### Cinéma

#### Longs métrages
- 1991 : Mississippi Masala de Mira Nair : Meena
- 1992 : Wild West de David Attwood : Rifat
- 1993 : La Maison aux esprits (The House of the Spirits) de Bille August : Pancha García
- 1994 : Fresh Kill de Shu Lea Cheang : Shareen Lightfoot
- 1995 : La Famille Perez (The Perez Family) de Mira Nair : Josette
- 1996 : Kama Sutra, une histoire d'amour (Kama Sutra: A Tale of Love) de Mira Nair : Tara, la reine
- 1998 : High Art de Lisa Cholodenko : Joan
- 1998 : Meurtre parfait (A Perfect Murder) d'Andrew Davis : Raquel Martinez
- 1998 : Restless de Jule Gilfillan : Jane Talwani
- 1999 : Gloria de Sidney Lumet : Angela
- 2000 : Come On de Pascal Aubier : Sarita
- 2001 : Taxis pour cible (3 A.M.) de Lee Davis : Box
- 2001 : Trigger Happy de Julian West : Alison
- 2002 : Refuge de Narain Jashanmal : une femme
- 2002 : Just a Kiss de Fisher Stevens : Colleen
- 2003 : Rhythm of the Saints de Sarah Rogacki : Mariela
- 2003 : Une si belle famille (It Runs in the Family) de Fred Schepisi : Suzie
- 2004 : Marmalade de Kim Dempster : Angelica
- 2004 : She Hate Me de Spike Lee : Song
- 2004 : The Breakup Artist de Vincent Rubino : Mona
- 2005 : Indocumentados de Leonardo Ricagni : Mrs. Guerrero
- 2005 : The War Within de Joseph Castelo : Farida
- 2005 : L'Est de la brúixola de Jordi Torrent : Dabashree
- 2006 : La Jeune Fille de l'eau (Lady in the Water) de M. Night Shyamalan : Anna Ran
- 2008 : Un mari de trop (The Accidental Husband) de Griffin Dunne : Sunny
- 2009 : Entre nos de Gloria La Morte et Paola Mendoza : Preet
- 2009 : For Real de Sona Jain : Priya Singh
- 2011 : Aazaan de Prashant Chadha : Menon
- 2012 : Gayby de Jonathan Lisecki : Ushma
- 2012 : Midnight's Children de Deepa Mehta : la première ministre
- 2012 : BMW : Bombay's Most Wanted de Aditya Bhattacharya
- 2013 : Generation Um... de Mark Mann : Lily
- 2013 : Admission de Paul Weitz : Rachael
- 2013 : Innocence d'Hilary Brougher
- 2014 : Hunger Games : La Révolte, Partie 1 (The Hunger Games : Mockingjay - Part 1) de Francis Lawrence : Egeria
- 2014 : The Disinherited de Jay Scheib : Anna
- 2014 : Roman Buildings de Brian P. Katz : Sarita
- 2015 : Permis d'aimer (Learning to Drive) d'Isabel Coixet : Jasleen
- 2015 : Hunger Games : La Révolte, Partie 2 (The Hunger Games : Mockingjay - Part 2) de Francis Lawrence : Egeria
- 2015 : Sweets de R.E. Rodgers : Sweets
- 2016 : Un hologramme pour le roi (A Hologram for the King) de Tom Tykwer : Dr Zahra
- 2017 : The Last Photograph de Danny Huston : Hannah
- 2018 : Après Louie (After Louie) de Vincent Gagliostro : Maggie
- 2020 : After Yang de Kogonada : Cleo
- 2020 : Nieva en Benidorm de Isabel Coixet
- 2020 : Evil Eye  de Elan & Rajeev Dassani : Usha

#### Courts métrages
- 1997 : Dinner Party de Lisa Cholodenko : Rosie
- 1997 : Story of the Red Rose de Juan Carlos Zaldívar : Infanta
- 2004 : Exactly de Lisa Leone : Lily
- 2006 : Lady in a Box de Jeffrey Stanley : Ms. Pullman
- 2008 : Woman in Burka de Jonathan Lisecki : Sarita
- 2009 : Coup de Grâce de Laura E. Davis
- 2012 : Monarchs and Men de Jan Peter Hammer : Nadzia
- 2013 : Give Into the Night de Sonejuhi Sinha : Veena
- 2015 : Love Comes Later de Sonejuhi Sinha
- 2016 : Wake O Wake d'Hilary Brougher : Lila
- 2019 : Human Terrain de Parisa Barani : Adelah Nasser

### Télévision

#### Séries télévisées
- 1998 - 1999 : Homicide (Homicide : Life on the Street) : Dr Kalyani
- 2000 - 2001 : Enquêtes à la une (Deadline) : Sahira Ondaatje
- 2001 : Tribunal central (100 Centre Street) : Julia Brooks
- 2004 : New York, police judiciaire (Law & Order) (épisodes 15, épisode 1) : Nadira Harrington
- 2004 : PBS Hollywood Presents : Charmaine
- 2007 : Damages : Une thérapeute du sommeil
- 2009 : Kings : Helen Pardis
- 2009 : The Philanthropist : Rhada Shivpuri
- 2010 : The Good Wife : Simran Verma
- 2010 : Mercy Hospital (Mercy) : Dr Carrozzi
- 2010 : Bored to Death : Lakshmi
- 2010 : Bar Karma : Sarita
- 2011 : Meurtres au paradis (Death in Paradise) : Avita
- 2011 - 2017 : Homeland : Mira Berenson
- 2015 - 2016 : Blindspot : Sophia Varma
- 2016 : Elementary : Gira Pal
- 2016 : Divorce : Courtney
- 2016 : Madam Secretary : Jaya Verma, la première ministre
- 2017 : Strangers
- 2018 : The Path : Lilith
- 2018 : Instinct : Maire Myers
- 2019 : Jessica Jones : Kith Lyonne
- 2019 : Modern Love : une thérapeute
- 2019 : Mira, Royal Detective : la grand-tante Rupa (voix)
- 2020 : Little Fires Everywhere : Anita Rees
- 2021 : New York, unité spéciale (saison 22, épisode 12) : Vanessa Blake
- 2021 : And Just Like That... : Seema Patel
- 2024 : Fallout : Lee Moldaver

#### Téléfilms
- 1995 : Down Came a Blackbird de Jonathan Sanger (en) : Myrna
- 1997 : SUBWAYStories : Tales from the Underground d'Alison Maclean : Humera (segment Honey-Getter)
- 2009 : Possible Side Effects de Tim Robbins : Callie
- 2016 : Recon d'Adam Davidson : Farrah